# 大定 (金朝)
大定（1161年十月—1189年）是金世宗唯一的一个年号。金世宗使用大定这个年号一共29年。
李心傳《建炎以來朝野雜記》記載完顏亮死，幼主繼位改元新德；张师颜《南迁录》记载世宗改元兴庆，中间有潍王完颜允文改元天统，章宗改元天定。与《金史》不合，应为南宋人误传。

## 大事记
金海陵王正隆正隆六年（1161年）十月六日（乙巳；阳历10月26日），金東京留守完颜雍領諸軍入城，共擊殺副留守高存福等。七日（丙午日；西曆10月27日），有「慶雲」出現，官屬諸軍勸進，完颜雍固讓良久，於是親告天太祖廟，還御宣政殿，即皇帝位。八日（丁未日；西曆10月28日），大赦，改元大定。
大定二十九年（1189年）正月二日（癸巳日；西曆1月20日），世宗崩，金章宗即皇帝位於柩前。明年（1190年）正月一日（西曆2月7日），改元明昌。

## 出生
- 大定二年（1162年）四月十六日：成吉思汗，蒙古帝國第1代大汗，后追尊为元太祖。

- 大定二十六年（1186年）九月二十五日： 窩闊台，蒙古帝国第2代大汗，后追尊为元太宗。

## 纪年
| 大定 | 元年     | 二年     | 三年     | 四年     | 五年     | 六年     | 七年     | 八年     | 九年     | 十年   |
| ---- | -------- | -------- | -------- | -------- | -------- | -------- | -------- | -------- | -------- | ------ |
| 公元 | 1161年   | 1162年   | 1163年   | 1164年   | 1165年   | 1166年   | 1167年   | 1168年   | 1169年   | 1170年 |
| 干支 | 辛巳     | 壬午     | 癸未     | 甲申     | 乙酉     | 丙戌     | 丁亥     | 戊子     | 己丑     | 庚寅   |
| 大定 | 十一年   | 十二年   | 十三年   | 十四年   | 十五年   | 十六年   | 十七年   | 十八年   | 十九年   | 二十年 |
| 公元 | 1171年   | 1172年   | 1173年   | 1174年   | 1175年   | 1176年   | 1177年   | 1178年   | 1179年   | 1180年 |
| 干支 | 辛卯     | 壬辰     | 癸巳     | 甲午     | 乙未     | 丙申     | 丁酉     | 戊戌     | 己亥     | 庚子   |
| 大定 | 二十一年 | 二十二年 | 二十三年 | 二十四年 | 二十五年 | 二十六年 | 二十七年 | 二十八年 | 二十九年 |        |
| 公元 | 1181年   | 1182年   | 1183年   | 1184年   | 1185年   | 1186年   | 1187年   | 1188年   | 1189年   |        |
| 干支 | 辛丑     | 壬寅     | 癸卯     | 甲辰     | 乙巳     | 丙午     | 丁未     | 戊申     | 己酉     |        |

## 其他政权同期使用的年号
- 中國
  - 紹興（1131年－1162年）：宋—宋高宗趙構之年號
  - 隆興（1163年－1164年）：宋—宋孝宗趙昚之年號
  - 乾道（1165年－1173年）：宋—宋孝宗趙昚之年號
  - 淳熙（1174年－1189年）：宋—宋孝宗趙昚之年號
  - 天正（1161年）：金朝時期—移剌窩斡之年號
  - 紹興（1151年－1163年）：西辽—辽仁宗耶律夷列之年號
  - 崇福（1164年－1177年）：西遼—承天后耶律普速完之年號
  - 天禧（1178年－1211年）：西遼—遼末主耶律直魯古之年號
  - 天盛（1149年－1169年）：西夏—夏仁宗李仁孝之年號
  - 乾祐（1170年－1193年）：西夏—夏仁宗李仁孝之年號
  - 盛明（1162年－1163年）：大理—段正興之年號
  - 建德（1164年－1171年）：大理—段正興之年號
  - 利贞（1172年－1175年）：大理—段智興之年號
  - 盛德（1176年－1180年）：大理—段智興之年號
  - 嘉会（1181年－1184年）：大理—段智興之年號
  - 元亨（1185年－1195年）：大理—段智興之年號
- 越南
  - 大定（1140年－1162年）：李朝—李天祚之年號
  - 政隆寳應（1163年－1174年）：李朝—李天祚之年號
  - 天感至寶（1174年－1175年）：李朝—李天祚之年號
  - 貞符（1176年－1186年）：李朝—李龍翰之年號
- 日本
  - 久壽（1154年－1156年）：近衛天皇之年號
  - 保元（1156年－1159年）：後白河天皇與二條天皇之年號
  - 平治（1159年－1160年）：二條天皇之年號
  - 永曆（1160年－1161年）：二條天皇之年號
  - 應保（1161年－1163年）：二條天皇之年號
  - 長寬（1163年－1165年）：二條天皇之年號
  - 永萬（1165年－1166年）：二條天皇與六條天皇之年號
  - 仁安（1166年－1169年）：六條天皇與高倉天皇之年號
  - 嘉應（1169年－1171年）：高倉天皇之年號
  - 承安（1171年－1175年）：高倉天皇之年號
  - 治承（1177年－1184年）：高倉天皇與安德天皇年號
  - 養和（1181年－1182年）：安德天皇與平氏之年號
  - 壽永（1182年－1184年）：安德天皇與平氏之年號
  - 壽永（1182年－1185年）：安德天皇與後鳥羽天皇，也是後白河法皇院政期之年号
  - 元曆（1184年－1185年）：後鳥羽天皇與源氏之年號
  - 文治（1185年－1190年）：後鳥羽天皇之年号

## 深入閱讀
- 李崇智. . 北京: 中華書局. 2004年12月. ISBN 7101025129.
- 鄧洪波.  (pdf). 臺北: 國立臺灣大學東亞經典與文化研究計劃. 2005年3月  [2022-01-03]. ISBN 9789860005189. （原始内容存档于2007-08-25）.

## 参看
- 中国年号列表
- 其他政权使用的大定年号

| 前一年號： 正隆 | 金朝年号 | 下一年號： 明昌 |